# Shadia
Fatma Ahmed Kamal Shaker (tiếng Ả Rập Ai Cập: فاطمة أحمد كمال شاكر), nổi tiếng hơn với nghệ danh Shadia, (شادية Shādiyya; 8 tháng 2 năm 1931 – 28 tháng 11 năm 2017) là một nữ diễn viên và ca sĩ Ai Cập. Bà nổi danh với vai diễn trong các bộ phim hài và kịch nghệ trong những năm 1950 và 1960. Bà là một trong những nữ diễn viên và ca sĩ mang tính hình tượng ở Ai Cập và khu vực trung đông và là biểu tượng của thời kỳ hoàng kim của điện ảnh Ai Cập. Các bộ phim và ca khúc của bà có ảnh hưởng lớn trong nền văn hóa Ai Cập và Ả Rập. Các nhà phê bình đánh giá bà là nghệ sĩ Ai Cập và Ả Rập thành công toàn diện và quan trọng nhất mọi thời đại. Lần xuất hiện đầu tiên của bà trong bộ phim Azhar wa Ashwak (Hoa and gai), và bộ phim cuối cùng Tas'alni Man Ana (Đừng hỏi tôi là ai). Bà cũng nổi tiếng với bài hát yêu nước  "Ya Habibti Ya Masr" (Oh Egypt, My Love)
(Oh Ai Cập, My Love) và có bước đột phá trong bộ phim "Al Maraa Al Maghoula" (The Unknown Woman). Sáu trong số các bộ phim của bà đứng trong danh sách 100 bộ phim Ai Cập hàng đầu thế kỷ XX. Vào tháng 4 năm 2015, bà trở thành nữ diễn viên đầu tiên được phong tiến sĩ danh dự của Học viện Nghệ thuật (Ai Cập). Bà được tặng biệt danh "Idol of the Masses" sau thành công của bộ phim"Maaboudat El Gamaheer" (Idol of the Masses). Những biệt danh khác của bà  là "The Guitar of the Arabic Singing" (Egyptian Arabic: قيثارة الغناء العربى) và "The Golden Guitar" (Egyptian Arabic: القيثارة الذهبية).tiếng Ả Rập Ai Cập: قيثارة الغناء العربىtiếng Ả Rập Ai Cập: القيثارة الذهبية

## Phim
| Release year | Arabic title                                           |
| ------------ | ------------------------------------------------------ |
| 1947         | Azhar wa Ashwak (أزهار و أشواك)                        |
| 1947         | Al 'Aql fy Agaza (العقل في اجازة)                      |
| 1947         | Hamamat al Salam (حمامات السلام)                       |
| 1948         | 'Adl al Sama (عدل السماء)                              |
| 1948         | Al Roh wal Gasad (الروح و الجسد)                       |
| 1949         | Kalam al Nas (كلام الناس)                              |
| 1949         | Nadia (ناديه)                                          |
| 1949         | Sahebat al Malaleem (صاحبة الملاليم)                   |
| 1949         | Laylat al Eid (ليلة العيد)                             |
| 1950         | Al Batal (البطل)                                       |
| 1950         | Sa'a li Qalbak (ساعة لقلبك)                            |
| 1950         | Al Zoga al Sab'a (الزوجة السابعة)                      |
| 1950         | Ma'lesh ya Zahr (معلش يا زهر)                          |
| 1950         | Zalamoony al Nas (ظلموني الناس)                        |
| 1950         | Ayam Shababy (أيام شبابي)                              |
| 1951         | Mashghool b Ghery (مشغول بغيري)                        |
| 1951         | Laylat al Henna (ليلة الحنة)                           |
| 1951         | Al Sab'e Afandy (السبع أفندي)                          |
| 1951         | Sama'et al Telephone (سماعة التليفون)                  |
| 1951         | Fel Hawa Sawa (في الهوى سوى)                           |
| 1951         | Asefa fel Rabee' (عاصفة في الربيع)                     |
| 1951         | Al Qafela Taseer (القافلة تسير)                        |
| 1951         | Awlady (أولادي)                                        |
| 1951         | Hamaty Qonbela Zareya (حماتي قنبلة زرية)               |
| 1951         | Ashky li Meen (أشكي لمين)                              |
| 1951         | Al Donya Helwa (الدنيا حلوة)                           |
| 1951         | Al Sabr Gameel (الصبر جميل)                            |
| 1951         | Qatr al Nada (قطر الندى)                               |
| 1952         | Amaal (آمال)                                           |
| 1952         | Al Omm al Qatela (الأم القاتلة)                        |
| 1952         | Beit al Nattash (بيت النتاش)                           |
| 1952         | Ghadab al Waledain (غضب الوالدين)                      |
| 1952         | Al Hawa Maloosh Dawa (الهوى ملوش دوا)                  |
| 1952         | Boshret Kheir (بشرة خير)                               |
| 1952         | Qaleel al Bakht (قليل البخت)                           |
| 1952         | Bent al Shate' (بنت الشاطئ)                            |
| 1952         | Qaddem al Kheir (قدم الخير)                            |
| 1952         | Hayati Enta (حياتي انت)                                |
| 1952         | Zalamt Rohy (ظلمت نفسي)                                |
| 1952         | Ghaltet Abb (غلطة اب)                                  |
| 1952         | Yasqot al Este'mar (يسقط الاستعمار)                    |
| 1953         | Hazzak Haza al Esboo' (حظك هذا الاسبوع)                |
| 1953         | Ana wa Habeeby (انا و حبيبي)                           |
| 1953         | Eshhado ya Nas (اشهدوا يا ناس)                         |
| 1953         | Bein Qalbein (بين قلبين)                               |
| 1953         | Kalemat Haq (كلمات حق)                                 |
| 1953         | Lesanak Hosanak (لسانك حصانك)                          |
| 1953         | Bae'at al Khobz (بائعة الخبز)                          |
| 1953         | Al Less al Shareef (اللص الشريف)                       |
| 1953         | Maleesh Had (ماليش حد)                                 |
| 1954         | Maw'ed Ma' el Hayah (موعد مع الحياة)                   |
| 1954         | Aqwa Men al Hob (أقوى من الحب)                         |
| 1954         | Moghamarat Ismail Yassin (مغامرات اسماعيل ياسين)       |
| 1954         | Ana al Hob (انا الحب)                                  |
| 1954         | Banat Hawa' (بنات حواء)                                |
| 1954         | Bent el Geran (بنت الجيران)                            |
| 1954         | Sharaf al Bent (شرف البنت)                             |
| 1954         | Al Zolm Haram (الظلم حرام)                             |
| 1954         | Ew'a Tefakar (إوعى تفكر)                               |
| 1954         | Elhaqoony bel Ma'zoon (الحقونى بالمأذون)               |
| 1954         | El Setat Maye'rafoosh Yekdebo (الستات مايعرفوش يكدبوا) |
| 1954         | Layla men Omry (ليلة من عمري)                          |
| 1955         | Lahn al Wafa' (لحن الوفاء)                             |
| 1955         | Shate' al Zekrayat (شاطئ الذكريات)                     |
| 1956         | Shabab Emra'a (شباب امرأة)                             |
| 1956         | Wada' fel Fagr (وداع في الفجر)                         |
| 1956         | Rabee' al Hob (ربيع الحب)                              |
| 1956         | Oyoon Sahrana (ٌعيون سهرانة)                            |
| 1956         | Dalila (ٌدليلا)                                         |
| 1957         | Lawahez (لواحظ)                                        |
| 1957         | Enta Habibi (انت حبيبي)                                |
| 1958         | Hob men Nar (حب من نار)                                |
| 1958         | Ghaltet Habibi (غلطة حبيبي)                            |
| 1958         | Al Hareba (الهاربة)                                    |
| 1958         | Qoloob al 'Azara (قلوب العذارى)                        |
| 1959         | Erham Qalby (إرحم قلبي)                                |
| 1959         | 'Esh al Gharam (عش الغرام)                             |
| 1959         | Al Mar'a al Maghoola (المرأة المجهولة)                 |
| 1960         | Law'at al Hob (لوعة الحب)                              |
| 1960         | Ma'an Ila al Abad (معاً إلى الأبد)                      |
| 1961         | La Tazkoreeny (لا تذكريني)                             |
| 1961         | Al Telmeeza (التلميذة)                                 |
| 1962         | Al Zawga Raqam 13 (الزوجة رقم 13)                      |
| 1962         | Ensa al Donya (إنسى الدنيا)                            |
| 1962         | Emra'a fy Dawama (امرأة في دوامة)                      |
| 1962         | Al Less wal Kelab (اللص و الكلاب)                      |
| 1962         | Al Mo'geza (المعجزة)                                   |
| 1963         | 'Ala Defaf al Nile (على ضفاف النيل)                    |
| 1963         | Al Qahera fel Layl (القاهرة في الليل)                  |
| 1963         | Zoqaq al Madaq (زقاق المدق)                            |
| 1963         | Montaha al Farah (منتهى الفرح)                         |
| 1964         | Alf Layla wa Layla (ألف ليلة و ليلة)                   |
| 1964         | Al Tareeq (الطريق)                                     |
| 1965         | Aghla men Hayati (أغلى من حياتي)                       |
| 1966         | Meraty Modeer 'Am (مراتي مدير عام)                     |
| 1967         | Ma'boodat al Gamaheer (محبوبة الجماهير)                |
| 1967         | Karamet Zawgaty (كرامة زوجتي)                          |
| 1968         | 'Afreet Meraty (عفريت مراتي)                           |
| 1969         | Shay' Men al Khawf (شيء من الخوف)                      |
| 1969         | Nos Sa'a Gawaz (نص ساعة جواز)                          |
| 1969         | Miramar (ميرامار)                                      |
| 1970         | Khayat lel Sayedat (خياط للسيدات)                      |
| 1970         | Nahno La Nazra' al Shawk (نحن لا نزرع الشوك)           |
| 1971         | Lamset Hanan (لمسة حنان)                               |
| 1972         | Adwa' al Madeena (أضواء المدينة)                       |
| 1973         | Zat al Waghain (ذات الوجهين)                           |
| 1974         | Emra'a 'Asheqa (امرأة عاشقة)                           |
| 1974         | Al Hareb (الهارب)                                      |
| 1974         | Raghabat Mamnoo'a (رغبات ممنوعة)                       |
| 1976         | Amwag Bela Shate' (امواج بلا شاطئ)                     |
| 1979         | Al Shak Ya Habibi (الشك يا حبيبي)                      |
| 1981         | Wady al Zekrayat (وادي الذكريات)                       |
| 1984         | La Tas'alny Man Ana (لا تسألني من انا)                 |
| Source:      |                                                        |